# Dolmen de Montalbano
Le dolmen de Montalbano est un monument mégalithique préhistorique, datant de l'âge du bronze, entre 2300 et 1750 av. J.-C. Il se situe sur le territoire de Fasano, Province de Brindisi dans les Pouilles.
Il se trouve dans le parc naturel régional des dunes côtières de Torre Canne à Torre San Leonardo.

## Historique
Le dolmen est situé dans la campagne de Montalbano (Fasano) (it), une frazione de Fasano. 
Le dolmen de Montalbano représente l'un des premiers témoignages funéraires de la région. Également connue sous le nom de « Tavoladei Paladini », il est facilement accessible en empruntant la route nationale Adriatique 16, en direction de la mer, dans le tronçon Fasano-Ostuni, dans la zone « Occhio Piccolo », dans la campagne de la municipalité d'Ostuni.
Il remonte probablement au début de l'âge du bronze. Sa structure reste encore solide, malgré les nombreux actes de vandalisme et les graves altérations subies au fil du temps, dont la disparition très récente du couloir d'accès.

## Description
C'est un dolmen, paraissant incomplet, composé par trois dalles fixées verticalement au sol, les orthostates, qui forment la chambre funéraire. Celles-ci sont recouverte par une grande dalle formant le toit. Les deux dalles latérales, les orthostates, mesurent 2,80 m de long et 1,55 m de haut pour une épaisseur de 0,40 m;  celle de gauche, 1,75 m de long et 1,40 m de haut pour une épaisseur de 0,30 m pour l'orthostat droit. La distance interne entre les deux orthostates est de 1,40 m. La dalle de couverture mesure 2,20 m de long et 2,00 m de large, 0,30 m d'épaisseur.

## Galerie

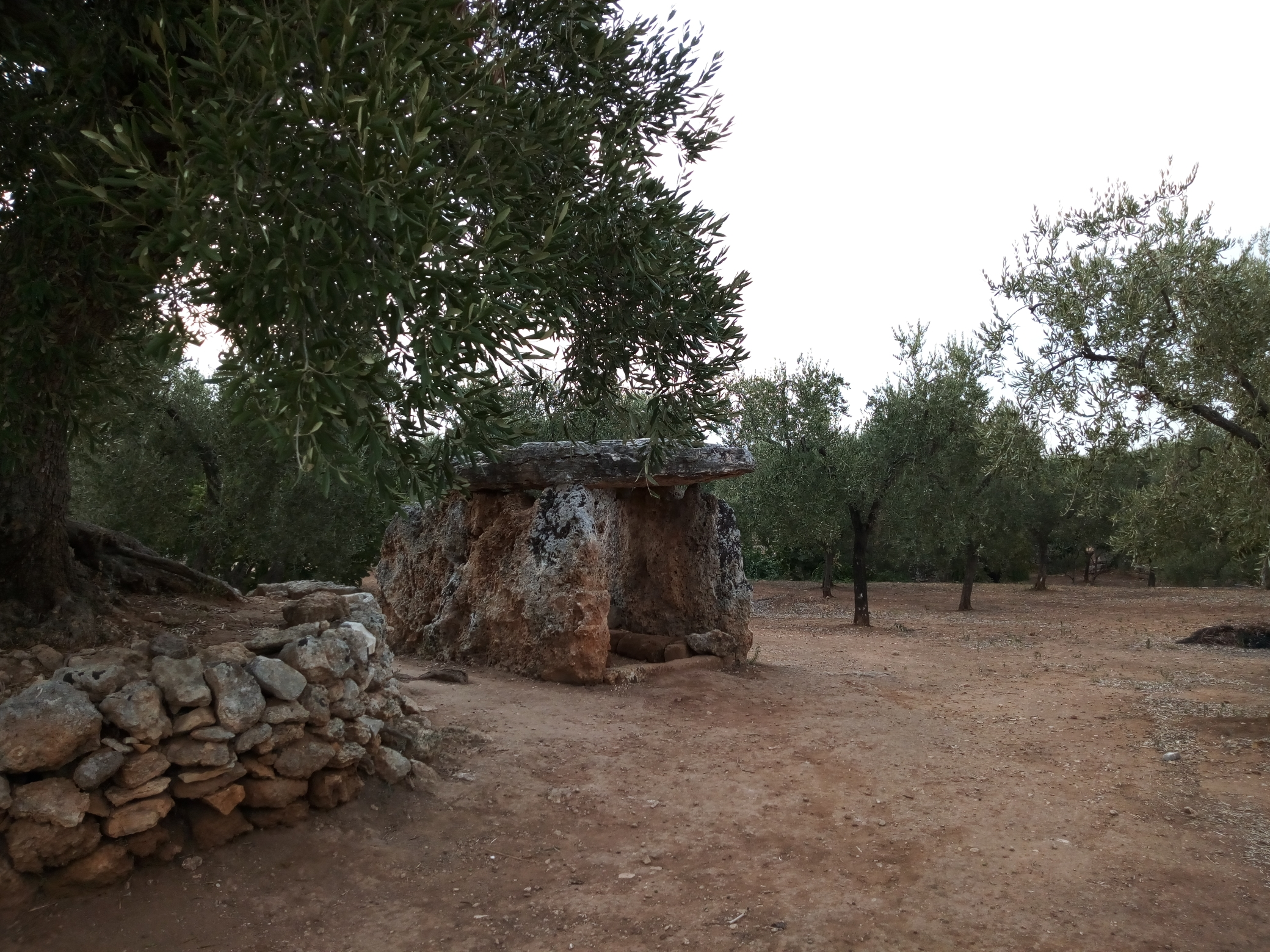
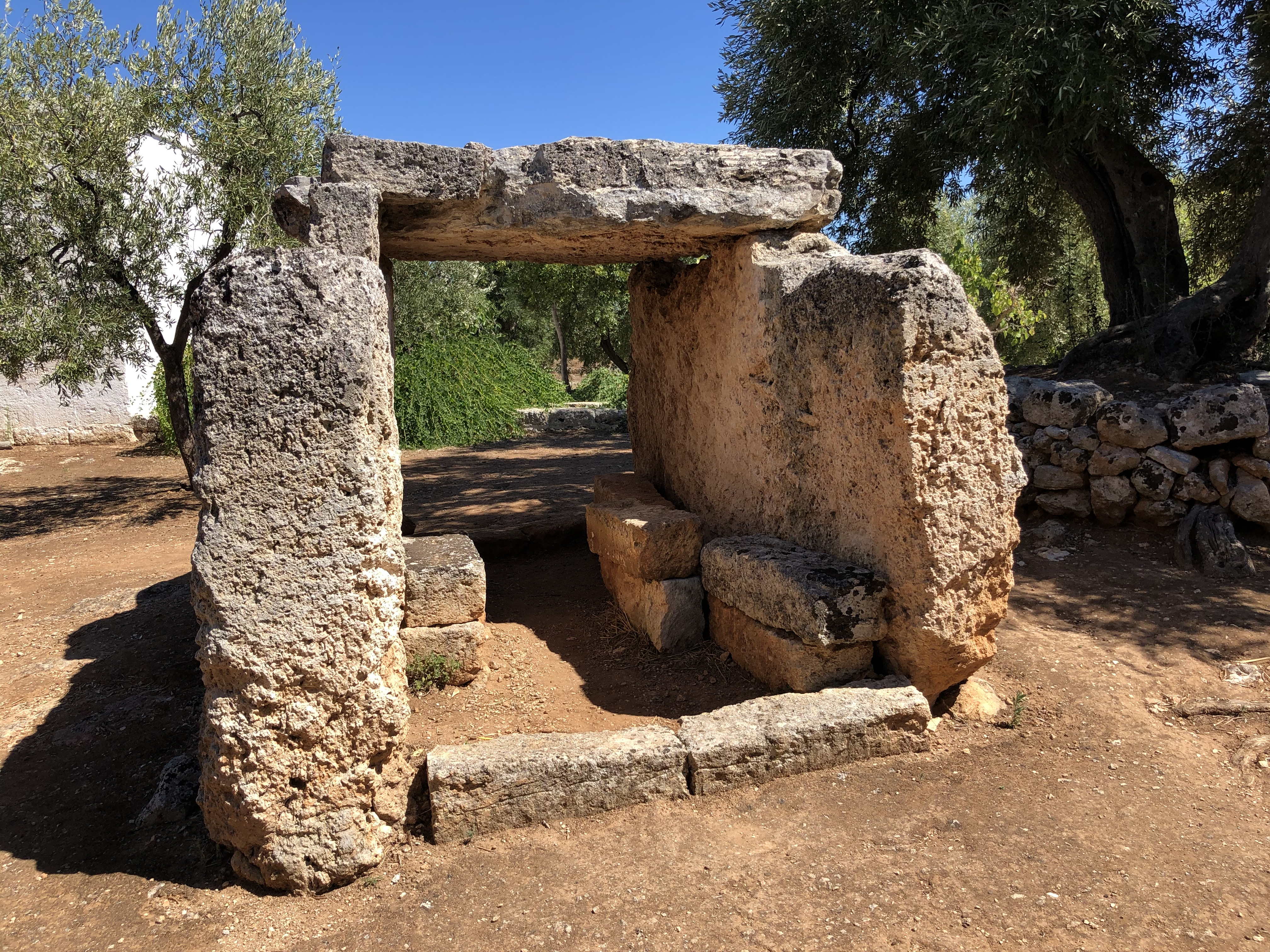